# Camerún en los Juegos Olímpicos de Múnich 1972
Camerún estuvo representado en los Juegos Olímpicos de Múnich 1972 por un total de 11 deportistas que compitieron en 3 deportes.  
El portador de la bandera en la ceremonia de apertura fue el atleta Gaston Malam. El equipo olímpico camerunés no obtuvo ninguna medalla en estos Juegos.